# Kinturinsaari
Kinturinsaari är en halvö i Finland. Den ligger i sjön Kinturi och i kommunen Pello i den ekonomiska regionen  Tornedalens ekonomiska region  och landskapet Lappland, i den norra delen av landet, 700 km norr om huvudstaden Helsingfors.